# Pierre Boucher
Pierre Boucher de Boucherville (Mortagne-au-Perche, 4 luglio 1622 – Boucherville, 4 dicembre 1717) è stato un esploratore francese.

## Biografia
Figlio di un contadino piccardo, si trasferì nella Nuova Francia con la famiglia nel 1634.
Aggregatosi ad un gruppo di Gesuiti, visse e imparò la lingua degli Uroni, divenendo così interprete governativo a Beauport.
Estremamente dotato dall'ex governatore Marc Antoine Jacquest Braas-de-fer de Chateaufort, riuscì ad assumere la carica di governatore di Trois-Rivières nel 1644 e nel 1651 respinse un attacco degli Irochesi.
Nel 1667 fondò la colonia di Boucherville, che prende il suo nome, e nel 1664 pubblicò "L'histoire véritable et naturelle des moeurs et productions du pays de la Nouvelle France, vulgairment dit Canada" e nel 1661 fu il primo canadese ad essere nobilitato da Luigi XIV.
Sua figlia Marie sposò il militare Renè Gualtier de Varennes et Vèrendrye.